# Емельянов, Сергей Андреевич (прокурор)
Сергей Андреевич Емельянов (1936 — 1995) — прокурор РСФСР, государственный советник юстиции 1-го класса, кандидат юридических наук.

## Биография
После окончания средней школы, в 1954 подал документы на юридический факультет Московского государственного университета. В 1959 по распределению пошёл в вяземскую межрайонную прокуратуру, где стажировался в течение года, в основном, занимаясь следствием. В сентябре 1960 перешёл на работу в следователя прокуратуры Октябрьского района столицы. В качестве заместителя прокурора столицы выступал обвинителем по делу Ю. Ф. Орлова в Московском городском суде в 1978. Прокурор Москвы с 1983 по 1984, затем прокурор РСФСР. Избирался депутатом Верховного Совета РСФСР, являлся делегатом XXVII съезда партии и XIX Всесоюзной партийной конференции.
28 мая 1990 был освобождён от должности прокурора РСФСР и обязанностей председателя коллегии прокуратуры республики в связи с переводом на работу научным сотрудником Института повышения квалификации руководящих кадров прокуратуры СССР. По ходатайству прокуратуры Союза ССР постановлением комиссии при Совете министров СССР от 25 июля 1990 ему была установлена персональная пенсия союзного значения.
Читал лекции прокурорам и следователям, обучавшимся в институте, выступал со статьями и заметками в научных юридических и иных журналах и газетах, выпустил несколько монографий.